# Thierry Neuvic
Thierry Neuvic (ur. 3 sierpnia 1970 w Montreuil) – francuski aktor filmowy, teatralny i telewizyjny.

## Życiorys
Studiował na Cours Florent i Konserwatorium przy ulicy Blanche. Występował w teatrze w spektaklach: Baal Bertolta Brechta, Lulu Franka Wedekinda, Aktualny stan (Etat des lieux), Esej romantyczny (Essai sur les romantiques), Za parę Mare Nostrum (Pour une paire de mare nostrum), Jeffery, Dużo złudzeń (Les grandes illusions), Cyrano de Bergerac Edmonda Rostanda, Chcę zabić na końcówce mojego języka (Une envie de tuer sur le bout de la langue), Paryżanka (La Parisienne, 1996) Henry’ego Becque, Skąpiec (L'Avare, 1998/99) Moliera i Jeden z duchem (Un trait de l'esprit, 2000/2001) z Jeanne Moreau.
Po gościnnym udziale w jednym z odcinków serialu Sędzia jest kobietą (Le Juge est une femme, 1995) – pt. Tajemnica Marion (Le secret de Marion) oraz telefilmie Jak zapomnieć o Sarajewie (Si je t'oublie Sarajevo, 1997) u boku Bernarda Giraudeau, zadebiutował na kinowym ekranie w dramacie Michaela Haneke Kod nieznany (Code inconnu: Récit incomplet de divers voyages, 2000) z Juliette Binoche. Potem pojawił się na planie filmowym komedii Bóg jest wielki, a ja malutka (Dieu est grand, je suis toute petite, 2001) obok Audrey Tautou i Édouarda Baera, komedii romantycznej No to pięknie (Tout pour plaire, 2005) z Anne Parillaud i Pascalem Elbé, komedii Jesteś taka piękna (Comme t'y es belle!, 2006) z udziałem Francisa Hustera oraz dramacie kryminalnym Nie mów nikomu (Ne le dis a` personne, 2006) u boku François Cluzeta, Kristin Scott Thomas, Nathalie Baye i Jeana Rocheforta. W telewizyjnym filmie Autopsja (2007) zagrał postać koronera, który zakochuje się w żonatym kapitanie policji (Stéphane Freiss).

## Filmografia

### Filmy kinowe
- 2015: Bella i Sebastian 2 jako Pierre
- 2008: Stella jako Yvon
- 2008: Ne te retourne pas
- 2006: Jesteś taka piękna (Comme t'y es belle!) jako Michel
- 2006: Nie mów nikomu (Ne le dis a` personne) jako Marc Bertaud
- 2005: No to pięknie (Tout pour plaire) jako Julien
- 2001: Bóg jest wielki, a ja malutka (Dieu est grand, je suis toute petite) jako pierwszy pacjent
- 2000: Kod nieznany (Code inconnu: Récit incomplet de divers voyages) jako Georges

### Filmy TV
- 2007: Tajny wielbiciel (Un admirateur secret) jako Yann Russeil
- 2007: Autopsja (Autopsy) jako Emmanuel Rivière
- 2007: Ptaki chodzą (La Promeneuse d'oiseaux) jako Gaudion
- 2006: Małe sekrety i duże kłamstwa (Petits secrets et gros mensonges) jako Max Ronsac
- 2006: Alarm dla Paryża (Alerte à Paris!) jako Alex Cirelli
- 2005: Dobre dziewczyny (La Bonne copine) jako Antoine
- 2005: Błysk (Brasier) jako Benjamin
- 2001: Mauzoleum za suką (Mausolée pour une garce) jako Hervé Vosges
- 1998: Zemsta (Les Insoumis) jako Mat Prades
- 1998: Spirala (La Spirale) jako Charlie
- 1997: Jak zapomnieć o Sarajewie (Si je t'oublie Sarajevo) jako Fred

### Seriale TV
- 2021: Anatomia kłamstwa (J'ai menti) jako Joseph Layrac
- 2008: Klan mafijny (Mafiosa, le clan) jako Jean-Michel Paoli
- 2007: Legenda o trzech głównych (La Légende des 3 clefs) jako kapitan Mathieu
- 2005: Clara Sheller jako Gilles
- 2005: Fargas
- 2005: Sędzia jest kobietą (Le Juge est une femme) jako Éric Armandin
- 2004: Clara i spółka (Clara et associés) jako Mathieu Pages
- 2004: W lustrze wody (Le Miroir de l'eau) jako Robin
- 2004: Józefina, anioł stróż (Joséphine, ange gardien) jako Camille
- 2001: Taki ojciec, jaka glina (Tel père, telle flic) jako Stéphane Salevain
- 1998: Louise i rynki (Louise et les marchés) jako Philippe
- 1997: Odległe południe (Sud lointain) jako Gathelier
- 1996: Kobieta w lesie (La Femme de la forêt) jako Alexandre
- 1995: Sędzia jest kobietą (Le Juge est une femme) jako Franck Murat

### Filmy krótkometrażowe
- 2008: Miłość to śmierć (Love Is Dead) jako Mathias